# Borststuk

Onderdelen van het borststuk van een huisvlieg:
1 = prescutum
2 = scutum
3 = scutellum
4 = propleuron
5 = mesopleuron
6 = metapleuron
7 = prosternum
8 = mesosternum
9 = metasternum

Het borststuk  of thorax (Grieks: θώραξ, thōrax = borst) van een insect bevindt zich tussen de kop en het achterlijf. Het bestaat uit drie segmenten en de bouw ervan hangt samen met de voortbeweging. Aan ieder segment zit links en rechts een poot; aan de laatste twee segmenten zit bij gevleugelde insecten links en rechts een vleugel. Vliegen en muggen (Diptera) hebben maar 1 paar vleugels aan het tweede segment; het tweede vleugelpaar is hier gemodificeerd tot halters (halteres) en heeft een functie bij het evenwicht en de vluchtstabilisatie. 
Er zijn fossiele insecten gevonden die aan alle drie de thoracale segmenten een paar vleugels leken te hebben; bij moderne insecten komt dit niet voor. Om de voortbewegingsorganen te bedienen is de thorax verder meestal nagenoeg gevuld met spieren.